# Corciano
Corciano es una localidad y comune italiana de la provincia de Perugia, región de Umbría, con 18.493 habitantes.
En 2012, la ciudad fue laureada, junto con la rumana Sighișoara con el Premio de Europa, una distinción otorgada anualmente por el Consejo de Europa, desde 1955, a aquellos municipios que hayan hecho notables esfuerzos para promover el ideal de la unidad europea.

## Evolución demográfica
| Gráfica de evolución demográfica de Corciano entre 1861 y 2001 |
|                                                                |
| Fuente ISTAT - elaboración gráfica de Wikipedia                |